# ナタリア・シウバ
ナタリア・シウバ（Natália Silva、1997年2月3日 - ）は、ブラジルの女性総合格闘家。ミナスジェライス州ピンゴ・ダグア出身。チーム・ボハシャ所属。UFC世界女子フライ級ランキング1位。UFC女子パウンド・フォー・パウンド・ランキング6位。元Jungle Fight女子フライ級王者。

## 来歴
ミナスジェライス州イパチンガ近郊の小さな町で育ち、16歳の時に貧しい子供たちへ向けたソーシャルプログラムの一環でテコンドーを始め、その後友人からの誘いを受け総合格闘技に転向した。2015年にプロ総合格闘技デビュー。2019年にJungle Fight女子フライ級王座を獲得した。

### UFC
2022年6月18日、UFC初参戦となったUFC on ESPN: Kattar vs. Emmettでジャスミン・ジャスダビシアスと対戦し、3-0の判定勝ち。
2022年11月19日、UFC Fight Night: Nzechukwu vs. Cuțelabaでテレザ・ブレダと対戦し、タックルにあわせたカウンターの右スピニングバックキックでダウンを奪い、パウンドで3RTKO勝ち。パフォーマンス・オブ・ザ・ナイトを受賞した。
2023年8月19日、UFC 292で女子フライ級ランキング11位のアンドレア・リーと対戦し、3-0の判定勝ち。
2024年2月3日、UFC Fight Night: Dolidze vs. Imavovで女子フライ級ランキング7位のビビアン・アラウジョと対戦し、3-0の判定勝ち。
2024年9月7日、UFC Fight Night: Burns vs. Bradyで女子フライ級ランキング6位の元UFC世界女子ストロー級王者ジェシカ・アンドラージと対戦し、スタンドで終始圧倒して3-0の判定勝ち。ファイト・オブ・ザ・ナイトを受賞し、UFC参戦後6連勝となった。

## 戦績
| 総合格闘技 戦績 | 総合格闘技 戦績 | 総合格闘技 戦績 | 総合格闘技 戦績 | 総合格闘技 戦績 | 総合格闘技 戦績 | 総合格闘技 戦績 |
| --------------- | --------------- | --------------- | --------------- | --------------- | --------------- | --------------- |
| 25 試合         | (T)KO           | 一本            | 判定            | その他          | 引き分け        | 無効試合        |
| 19 勝           | 5               | 7               | 6               | 1               | 1               | 0               |
| 5 敗            | 1               | 2               | 2               | 0               | 1               | 0               |

| 勝敗 | 対戦相手                         | 試合結果                                         | 大会名                                                     | 開催年月日     |
| ○    | アレクサ・グラッソ               | 5分3R終了 判定3-0                                | UFC 315: Muhammad vs. Della Maddalena                      | 2025年5月10日  |
| ○    | ジェシカ・アンドラージ           | 5分3R終了 判定3-0                                | UFC Fight Night: Burns vs. Brady                           | 2024年9月7日   |
| ○    | ビビアン・アラウジョ             | 5分3R終了 判定3-0                                | UFC Fight Night: Dolidze vs. Imavov                        | 2024年2月3日   |
| ○    | アンドレア・リー                 | 5分3R終了 判定3-0                                | UFC 292: Sterling vs. O'Malley                             | 2023年8月19日  |
| ○    | ビクトリア・レオナルド           | 1R 2:58 TKO（左ハイキック）                      | UFC Fight Night: Dern vs. Hill                             | 2023年5月20日  |
| ○    | テレザ・ブレダ                   | 3R 1:27 TKO（右スピニングバックキック→パウンド） | UFC Fight Night: Nzechukwu vs. Cuțelaba                    | 2022年11月19日 |
| ○    | ジャスミン・ジャスダビシアス     | 5分3R終了 判定3-0                                | UFC on ESPN 37: Kattar vs. Emmett                          | 2022年6月18日  |
| ○    | ジョイス・マハ                   | 4R 3:22 腕ひしぎ十字固め                         | Jungle Fight 100 【JungleFight女子フライ級タイトルマッチ】 | 2019年12月28日 |
| ○    | ガブリエラ・マルサル             | 1R 3:34 腕ひしぎ十字固め                         | Jungle Fight 96 【JungleFight女子フライ級タイトルマッチ】  | 2019年10月19日 |
| ○    | ラケル・サンチアゴ               | 1R 0:40 リアネイキドチョーク                     | Fight Club MMA 10                                          | 2019年6月8日   |
| ○    | ケニア・サンタナ                 | 1R 1:55 腕ひしぎ十字固め                         | Jungle Fight Qualifying: Quinto Fight Night                | 2018年10月6日  |
| ○    | イングリット・シウバ             | 2R 1:55 腕ひしぎ十字固め                         | Fight Club MMA 6                                           | 2018年5月12日  |
| ○    | ラケル・サンチアゴ               | 1R 1:04 腕ひしぎ十字固め                         | Fight Club MMA 5                                           | 2018年3月10日  |
| ×    | マリナ・ロドリゲス               | 5分3R終了 判定0-3                                | Thunder Fight 14                                           | 2017年12月16日 |
| ○    | タルシアラ・サントス             | 1R 2:38 腕ひしぎ十字固め                         | Jungle Fight 92                                            | 2017年9月30日  |
| ○    | シモーニ・アウメイダ・ダ・シウバ | 5分3R終了 判定3-0                                | Vegas Fight Night                                          | 2017年3月18日  |
| ○    | カロリーナ・オリベイラ           | 1R 3:32 TKO（パンチ連打）                        | Patao Combat MMA 1                                         | 2016年12月17日 |
| ×    | ダイアニ・フィルミーノ           | 5分3R終了 判定0-3                                | Batalha MMA 4                                              | 2016年11月19日 |
| ○    | ガブリエラ・ソウザ               | 2R 2:40 TKO（パンチ連打）                        | Spartacus HCC: Champions Challenge                         | 2016年7月2日   |
| △    | クリス・マクフェル               | 5分3R終了 判定ドロー                             | BH Sparta 8                                                | 2016年4月15日  |
| ○    | ジュリアナ・コスタ               | 1R 3:55 KO（左ミドルキック→パウンド）            | Balloutta Combat MMA                                       | 2016年1月16日  |
| ×    | ケニア・ミランダ                 | 1R 2:50 リアネイキドチョーク                     | Ratinho Fighting Championship 2                            | 2015年9月19日  |
| ×    | イライニ・リール                 | 1R 2:00 腕ひしぎ十字固め                         | BH Fight: A Balada                                         | 2015年8月29日  |
| ○    | カロリーナ・オリベイラ           | 1R 4:26 失格（反則の肘打ち）                     | Combat Night Fight 2                                       | 2015年8月8日   |
| ×    | ケニア・ミランダ                 | 2R 3:26 TKO（パンチ連打）                        | Fire Cage Super Fight Night 1                              | 2015年4月25日  |

## 獲得タイトル
- 第2代Jungle Fight女子フライ級王座（2019年）

## 表彰
- UFC パフォーマンス・オブ・ザ・ナイト（1回）
- UFC ファイト・オブ・ザ・ナイト（1回）